# Geminozetes lineatus
Geminozetes lineatus är en kvalsterart som beskrevs av Balogh och Csiszár 1963. Geminozetes lineatus ingår i släktet Geminozetes och familjen Ceratozetidae. Inga underarter finns listade i Catalogue of Life.